# Althepus dekkingae
Althepus dekkingae là một loài nhện trong họ Ochyroceratidae. Loài này phân bố ở Java.